# جوناثان دولينج
جوناثان دولينج (بالإنجليزية: Jonathan Dowling)‏ هو لاعب كرة قدم أمريكية أمريكي، ولد في 8 ديسمبر 1991 في برادنتون في الولايات المتحدة.

## وصلات خارجية
- جوناثان دولينج على موقع مرجع كرة القدم المحترفة.كوم (الإنجليزية)
- جوناثان دولينج على موقع كلية كرة القدم في سبورتس رفرنس.كوم (الإنجليزية)